# Canton de Carpentras
Le canton de Carpentras est une circonscription électorale française située dans le département de Vaucluse, en région Provence-Alpes-Côte d'Azur.

## Histoire
Un nouveau découpage territorial de Vaucluse entre en vigueur à l'occasion des premières élections départementales suivant le décret du 25 février 2014. Les conseillers départementaux sont, à compter de ces élections, élus au scrutin majoritaire binominal mixte. Les électeurs de chaque canton élisent au Conseil départemental, nouvelle appellation du Conseil général, deux membres de sexe différent, qui se présentent en binôme de candidats. Les conseillers départementaux sont élus pour 6 ans au scrutin binominal majoritaire à deux tours, l'accès au second tour nécessitant 12,5 % des inscrits au 1er tour. En outre la totalité des conseillers départementaux est renouvelée. Ce nouveau mode de scrutin nécessite un redécoupage des cantons dont le nombre est divisé par deux avec arrondi à l'unité impaire supérieure si ce nombre n'est pas entier impair, assorti de conditions de seuils minimaux.  En Vaucluse, le nombre de cantons passe ainsi de 24 à 17.
Le canton de Carpentras est formé de communes issues des anciens cantons de Carpentras-Nord (2 communes + 1 faction) et de Carpentras-Sud (1 faction). Il est entièrement inclus dans l'arrondissement de Carpentras. Le bureau centralisateur est situé à Carpentras.

## Représentation

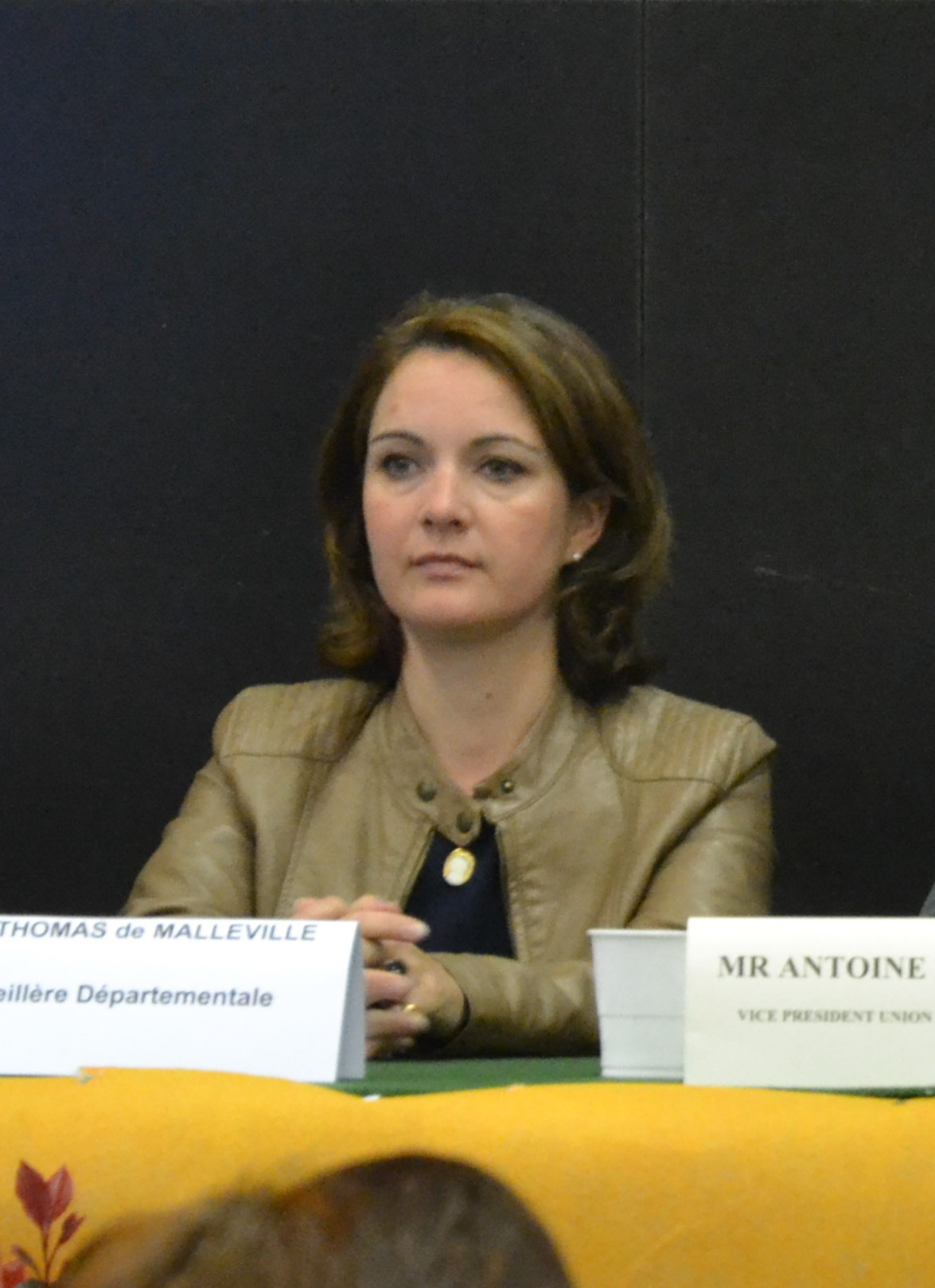
Marie Thomas de Maleville en 2015.

| Période élective | Période élective | Mandat | Mandat   | Identité                  | Nuance | Nuance | Qualité |
| ---------------- | ---------------- | ------ | -------- | ------------------------- | ------ | ------ | --- |
| 2015             | 2021             | 2015   | 2021     | Hervé de Lépinau          |        | RN     | Avocat Conseiller municipal de Carpentras (depuis 2014)                                                                   |
| 2015             | 2021             | 2015   | 2021     | Marie Thomas de Maleville |        | RN     | Commerciale en pharmacie Conseillère municipale de Carpentras (2014-2020) Conseillère municipale d'Aubignan (depuis 2020) |
| 2021             | 2028             | 2021   | en cours | Hervé de Lépinau          |        | RN     | Conseiller sortant |
| 2021             | 2028             | 2021   | en cours | Marie Thomas de Maleville |        | RN     | Conseillère sortante |

### Résultats détaillés

#### Élections de mars 2015
À l'issue du 1er tour des élections départementales de 2015, deux binômes sont en ballottage : Hervé de Lépinau et Marie Thomas de Maleville (FN, 47,23 %) et Francis Adolphe et Laurence Badei (Union de la Gauche, 33,78 %). Le taux de participation est de 55,07 % (13 477 votants sur 24 473 inscrits) contre 54,43 % au niveau départemental et 50,17 % au niveau national.
Au second tour, Hervé de Lépinau et Marie Thomas de Maleville (FN) sont élus avec 53,51 % des suffrages exprimés et un taux de participation de 63,3 % (7 784 voix pour 15 492 votants et 24 474 inscrits).

#### Élections de juin 2021
Le premier tour des élections départementales de 2021 est marqué par un très faible taux de participation (33,26 % au niveau national). Dans le canton de Carpentras, ce taux de participation est de 33,38 % (8 280 votants sur 24 804 inscrits) contre 34,94 % au niveau départemental. À l'issue de ce premier tour, deux binômes sont en ballottage : Hervé de Lépinau et Marie Thomas de Maleville (RN, 41,89 %) et Francis Adolphe et Astrid Jourdan (Divers, 21,44 %).
Le second tour des élections est marqué une nouvelle fois par une abstention massive équivalente au premier tour. Les taux de participation sont de 34,36 % au niveau national, 38,18 % dans le département et 37,98 % dans le canton de Carpentras. Hervé de Lépinau et Marie Thomas de Maleville (RN) sont élus avec 50,8 % des suffrages exprimés (4 426 voix pour 9 426 votants et 24 816 inscrits),,.

## Composition
Le canton de Carpentras comprend trois communes entières.
| Nom                                | Code Insee | Intercommunalité            | Superficie (km2) | Population (dernière pop. légale) | Densité (hab./km2) | Modifier                                    |
| ---------------------------------- | ---------- | --------------------------- | ---------------- | --------------------------------- | ------------------ | ------------------------------------------- |
| Carpentras (bureau centralisateur) | 84031      | CA Ventoux-Comtat Venaissin | 37,92            | 30 854 (2022)                     | 814                | modifier les données · modifier les données |
| Aubignan                           | 84004      | CA Ventoux-Comtat Venaissin | 15,70            | 5 962 (2022)                      | 380                | modifier les données · modifier les données |
| Loriol-du-Comtat                   | 84067      | CA Ventoux-Comtat Venaissin | 11,29            | 2 481 (2022)                      | 220                | modifier les données · modifier les données |
| Canton de Carpentras               | 8406       |                             | 64,91            | 39 297 (2022)                     | 605                | modifier les données                        |

## Démographie
En 2022, le canton comptait 39 297 habitants, en évolution de +6,91 % par rapport à 2016 (Vaucluse : +1,73 %, France hors Mayotte : +2,11 %).
| 2013   | 2018   | 2022   |
| ------ | ------ | ------ |
| 36 274 | 37 068 | 39 297 |